# Långbladsakacia
Långbladsakacia (Acacia longifolia) är en art inom akaciasläktet, från Australien.
Långbladsakacian blir en buske eller ett litet träd på upp till 10 meter. Blad saknas och ersätts av bladlika fylloider, som är skruvade, elliptiskt lansettlika och med många nerver. Blomställningarna är cylindriska och blommorna är gräddvita.